# Waterloo (Illinois)
Waterloo es una ciudad ubicada en el condado de Monroe en el estado estadounidense de Illinois. En el Censo de 2010 tenía una población de 9811 habitantes y una densidad poblacional de 494,33 personas por km².

## Historia

### Período francés y británico
La historia de Waterloo se remonta al siglo XVIII, los franceses fueron los primeros europeos en establecerse en la zona. El sitio fue ideal debido a su elevación; la proximidad del valle del río Misisipi trajo inundaciones frecuentes a las tierras bajas. También estaba cerca de Fort de Chartres, un bastión francés. Llamaron a su asentamiento Bellefontaine, que significa 'hermosa primavera'. Este nombre se relaciona con un manantial de agua a una milla al sur del sitio de Waterloo, un campamento frecuente en los viajes entre Kaskaskia, Cahokia y St. Louis. Francia había abandonado el área desde hacía tiempo, ya que había sido cedida a Gran Bretaña tras la guerra de los Siete Años en 1763 y desde entonces había estado desocupada.

### Establecimiento alemán en elsigloXIX
La ciudad experimentó un marcado aumento de la población después de 1840, y es entonces cuando la población alemana obtuvo su impulso, los colonos alemanes originales llegaron en la década de 1830 o incluso antes. Algunos provenían de poblaciones en las antiguas colonias, pero muchos provenían directamente de Alemania, ya sea por tierra desde los puertos de la costa este o río arriba desde Nueva Orleans. Estos vinieron en busca de su propia tierra, y para escapar de la agitación política generalizada en Alemania en ese momento. Muchos de los edificios de la ciudad, sus ciudadanos y especialmente su carácter local todavía reflejan el patrimonio dejado por los colonos alemanes. Muchos calques y expresiones idiomáticas, como las que se encuentran en el inglés holandés de Pensilvania persisten, y hay una serie de palabras en alemán que habitualmente salpican la conversación informal.

### sigloXX
El 1 de diciembre de 1978, su distrito histórico fue reconocido e incluido en el Registro Nacional de Lugares Históricos. La ciudad de Waterloo también ha sido reconocida por su trabajo a través de Sister Cities International. El 2 de octubre de 1980, Waterloo anunció una asociación de Ciudades Hermanas (oficialmente reconocida en abril de 1981) con Porta Westfalica en (entonces) Alemania Occidental. Debido  a los esfuerzos de Vera Kohlmeier de Waterloo y Helmut Macke de Porta Westfalica, se produjo como resultado de la investigación genealógica, que concluyó que tal vez dos tercios de la población alemana del condado de Monroe podría remontar su ascendencia a esta región del norte de Alemania .

### sigloXXI
En el año 2017, Waterloo fue oficialmente nombrada por safewise.com como la decimosegunda ciudad (12) más segura de Estados Unidos, contando con una población menor a 10 000 personas.

## Geografía
Waterloo se encuentra ubicada en las coordenadas 38°20′20″N 90°9′13″O / 38.33889, -90.15361. Según la Oficina del Censo de los Estados Unidos, Waterloo tiene una superficie total de 19.85 km², de la cual 19.48 km² corresponden a tierra firme y (1.83%) 0.36 km² es agua.

## Demografía
Según el censo de 2010, había 9811 personas residiendo en Waterloo. La densidad de población era de 494,33 hab./km². De los 9811 habitantes, Waterloo estaba compuesto por el 97.94% blancos, el 0.13% eran afroamericanos, el 0.36% eran amerindios, el 0.34% eran asiáticos, el 0.06% eran isleños del Pacífico, el 0.28% eran de otras razas y el 0.9% pertenecían a dos o más razas. Del total de la población el 1.52% eran hispanos o latinos de cualquier raza.